# 너프 (브랜드)
너프(Nerf)는 미국의 장난감 제조 회사이다. 축구공, 농구공, 장난감 총 등을 만든다.

## 같이 보기
- 해즈브로